# Хахалов Олександр Уладайович
Олександр Уладайович Хахалов (27 травня 1909, улус Хандала, тепер Кабанського району Бурятії, Російська Федерація — 2 травня 1970, місто Москва, Російська Федерація) — радянський державний діяч, 1-й секретар Бурят-Монгольського (Бурятського) обласного комітету КПРС, голова Президії Верховної ради Бурятської АРСР. Депутат Верховної ради РРФСР 6—7-го скликань. Депутат Верховної ради СРСР 4—5-го скликань. Кандидат у члени ЦК КПРС у 1952—1961 роках.

## Життєпис
Народився в бідній селянській родині. До 1925 року працював у господарстві батьків, наймитував. У 1925 році вступив до комсомолу.
З 1925 по 1928 рік навчався в школі селянської молоді в селі Кабанську.
З травня 1928 року по жовтень 1930 року — заступник голови сільськогосподарської комуни улусу Хандала; завідувач агітаційно-пропагандистського відділу Кабанського аймачного комітету комсомолу; заступник голови сільськогосподарської комуни; завідувач хати-читальні села Творогово Бурят-Монгольської АРСР.
Член ВКП(б) з 1929 року.
У жовтні 1930 — травні 1932 року — завідувач агітаційно-масового відділу Кабанського районного комітету ВКП(б) Бурят-Монгольської АРСР.
У травні — жовтні 1932 року — інструктор організаційного відділу Бурят-Монгольського обласного комітету ВКП(б).
У жовтні 1932 — січні 1938 року — завідувач сільськогосподарського відділу, заступник редактора газети «Бурят-Монгольская правда».
У січні — серпні 1938 року — директор Ітанцинської машинно-тракторної станції Бурят-Монгольської АРСР.
У серпні — жовтні 1938 року — 2-й секретар Кабанського районного комітету ВКП(б) Бурят-Монгольської АРСР.
У жовтні 1938 — березні 1940 року — 1-й секретар Закаменського районного комітету ВКП(б) Бурят-Монгольської АРСР.
15 березня 1940 — 26 лютого 1945 року — 2-й секретар Бурят-Монгольського обласного комітету ВКП(б).
У 1945—1947 роках — слухач Вищої партійної школи при ЦК ВКП(б).
У 1947 — липні 1948 року — інспектор Управління кадрів ЦК ВКП(б).
У липні 1948 — березні 1951 року — інструктор відділу партійних, профспілкових і комсомольських органів ЦК ВКП(б).
16 березня 1951 — 24 листопада 1960 року — 1-й секретар Бурят-Монгольського (Бурятського) обласного комітету ВКП(б) (КПРС).
24 листопада 1960 — 2 травня 1970 року — голова Президії Верховної ради Бурятської АРСР.
Раптово помер 2 травня 1970 року у Москві. Похований в місті Улан-Уде.

## Нагороди
- орден Леніна (13.06.1959)
- три ордени Трудового Червоного Прапора (29.02.1940,)
- орден «Знак Пошани» (27.05.1969)
- медаль «За доблесну працю у Великій Вітчизняній війні 1941—1945 рр.»
- медаль «За освоєння цілинних земель»
- медаль «За трудову доблесть» (25.12.1959)
- медалі